# Elaphria discisigma
Elaphria discisigma är en fjärilsart som beskrevs av George Francis Hampson 1914. Elaphria discisigma ingår i släktet Elaphria och familjen nattflyn. Inga underarter finns listade i Catalogue of Life.